# Calanhel
Calanhel (bret. Kalanel) – miejscowość i gmina we Francji, w regionie Bretania, w departamencie Côtes-d’Armor.
Według danych na rok 1990 gminę zamieszkiwało 318 osób, a gęstość zaludnienia wynosiła 22 osoby/km² (wśród 1269 gmin Bretanii Calanhel plasuje się na 933. miejscu pod względem liczby ludności, natomiast pod względem powierzchni na miejscu 687.).